# Emil Oscar Nobel
Emil Oscar Nobel, född 1843 i Sankt Petersburg i Ryssland, död 3 september 1864 i Stockholm, var en medlem av släkten Nobel. Han var yngste son till Immanuel Nobel och dennes fru Caroline Andrietta Ahlsell, och därmed yngre bror till Robert Nobel, Ludvig Nobel och Alfred Nobel.
Emil Nobel omkom 3 september 1864, som en av sex personer, i en sprängolycka i faderns fabrik i Heleneborg. Olyckan orsakades av att Emil Nobel experimenterade med nitroglycerin i fabrikens laboratorium. Vid tillfället var Nobel studerande i Uppsala, men brukade på övrig tid hjälpa till i fabriken.